# Mossaviktjärnarna
Mossaviktjärnarna är två varandra näraliggande tjärnar några kilometer väster om sjön Grundträsket i Råneå socken och Bodens kommun i Norrbotten:
- Mossaviktjärnen (Råneå socken, Norrbotten, 736223-176482), sjö i Bodens kommun, 66°14′49″N 21°42′05″Ö / 66.2469°N 21.7013°Ö
- Mossaviktjärnen (Råneå socken, Norrbotten, 736249-176474), sjö i Bodens kommun, 66°14′57″N 21°42′00″Ö / 66.2493°N 21.7001°Ö